# Platenpoets
Platenpoets was een Vlaams muzikaal radioprogramma dat van 1975 tot 1990 door Lutgart Simoens en Etienne Smet werd gepresenteerd op Radio 2.

## Concept
Het programma werd elke vrijdagochtend uitgezonden. Tijdens de uitzending werden allerlei easy-listeningplaatjes gedraaid. Simoens had ook rond een uur of elf traditiegetrouw een praatje met weerman Armand Pien. Dit moment bereikte altijd hoge luistercijfers omdat veel mensen met oog op hun weekend graag wilden weten wat voor weer het zou worden?
De herkenningsmelodie van "Platenpoets" was "Moten Swing" door de Count Basie Orchestra.

## Interview met koningin Fabiola
De beroemdste uitzending van "Platenpoets" vond plaats op 8 juni 1984, toen Simoens koningin Fabiola mocht interviewen. Voor de presentatrice was het de kroon op haar carrière. Het was de eerste en enige keer dat de vorstin een interview gaf. Het gesprek was wel niet rechtstreeks, maar een maand eerder opgenomen.

## CD's
De meest gedraaide nummers uit 17 jaar "Platenpoets" werden in 1993 samengebracht op één CD.

## In populaire cultuur
- In het Suske en Wiskealbum De Krimson-crisis (1988) merkt iemand op dat het misschien gaat regenen vlak voor hun veldslag. Zijn kameraad antwoordt dat "Lutgart Simoens dat wel even vraagt aan Armand Pien in "Platenpoets"."